# Rio-Serie
Die Rio-Serie war eine Baureihe von Mehrzweck-Linien-Stückgutschiffen der schwedischen Reederei Johnson Line (Rederi AB Nordstjernan). Die Schiffe wurden 1956 bis 1963 in sieben Einheiten bei den Göteborger Werft Lindholmens Varv gebaut.

## Technik
Der Entwurf der Schiffe baute auf den Erfahrungen mit der ab 1947 gebauten Seattle-Klasse auf. Die Auslegung mit drei Viertel achtern liegenden Aufbauten und dem seinerzeit noch unkonventionellen Ladegeschirr aus elektrohydraulischen Deckskränen war speziell für den Dienst der Reederei zwischen Skandinavien und der südamerikanischen Ostküste entwickelt worden. Die rund 150 Meter langen und 19,20 Meter auf Spanten breiten Schiffe besaßen sechs Laderäume mit einem, zwei, beziehungsweise drei Zwischendecks und großer Kühlraumkapazität. Vier Laderäume waren vor dem Deckshaus, zwei Laderäume hinter dem Deckshaus angeordnet. Laderaum 1, 2 und 6 waren für herkömmliche Trockenladung ausgelegt, wobei die Unterräume der Laderäume 1 und 6 speziell für den Transport von Rinderhäuten ausgelegt waren.  Die Laderäume 3, 4 und 5 waren in Längsschiffsrichtung dreigeteilt, wobei die Räume 3 und 4 sogar mit drei nebeneinander angeordneten Luken versehen waren. Die Seitenräume der Zwischendecks der Laderäume 3, 4 und 5 waren als Kühl- und Gefrierladeraum ausgeführt. Die mittleren Abteile der Laderäume 3, 4 und 5 waren wiederum für herkömmliche Trockenladung ausgelegt. Der Unterraum des Laderaums 5 war an den Seiten ausschließlich für den Süßöltransport vorgesehen, das mittlere Kompartment konnte sowohl für Trockenladung, oder als Süßöltank genutzt werden.
Die Antriebsanlage stellte beim Bau der Schiffe eine Neuheit dar. Sie bestand aus vier schnelllaufenden Zwölfzylinder-Viertakt-Hauptmotoren des Typs Pielstick 12 PC 1V, die von der  Lindholmens Werft und Hedemora Verkstäder in Lizenz gebaut worden waren. Jeweils zwei Motoren wirkten über hydraulische Kupplungen und Untersetzungsgetriebe auf eine der beiden Propellerwellen. Die Hauptmotoren waren für den Betrieb mit Schweröl ausgelegt und leisteten zusammen rund 12.000 PS, was eine Geschwindigkeit von etwa 19 Knoten erlaubte.
Beginnend mit der Montevideo wurden alle Schiffe in den Jahren 1968/1969 um eine Mittelsektion mit Containerladeraum verlängert, um sie der beginnenden Containerisierung anzupassen. Die Tragfähigkeit stieg dabei von rund 9000 auf etwa 12.000 Tonnen. Da der Containerumschlag mit den vorhandenen 5 und 7,5-Tonnen-Kränen nicht durchgeführt werden konnte, erhielten die ersten umgebauten Schiffe beim Umbau einen neuen Lademast mit 25-Tonnen-Ladebäumen und einem  100-Tonnen-Schwergutbaum, bei den späteren Umbauten baute man stattdessen einen 25-Tonnen-Schiffskran ein.

## Die Schiffe (Auswahl)
| Rio-Serie                           | Rio-Serie   | Rio-Serie   | Rio-Serie          | Rio-Serie | Rio-Serie |
| Bauname                             | Bau- nummer | IMO- Nummer | Ablieferung        | Umbenennungen und Verbleib |           |
| ----------------------------------- | ----------- | ----------- | ------------------ | --- | --------- |
| Rio de Janeiro                      | 1037        | 5295789     | 20. September 1956 | 1969 verlängert, Maschinenraumbrand am 29. April 1970 auf der Reise von Balboa nach Buenaventura – gelöscht, 1980 Ris 8, 1980 Maschinen ausgebaut, 1980/81 bei Astilleros de Demolicio Naval Gandia in Barcelona verschrottet                                                                    |           |
| Buenos Aires                        | 1053        | 5054721     | 28. Dezember 1957  | 1968 verlängert, 1983 Ares I, 1984 Ares, am 19. Juni 1984 zum Abwracken in Karachi angekommen |           |
| Montevideo                          | 1054        | 5240980     | 20. Oktober 1958   | 1968 bei der Eriksbergs Mekaniska Verkstad in Göteborg verlängert, 1981 Rock, 1988 Rush, am 5. Februar 1988 in Alang zum Abbruch eingetroffen |           |
| Santos                              | 1055        | 5313309     | 1. Juni 1959       | 1968 verlängert, 1983 Santos III, am 10. Dezember 1983 in Chittagong zur Verschrottung angeliefert |           |
| Rosario                             | 1056        | 5299723     | 11. April 1960     | 1968 verlängert, 1980 Zacapa, 1983 Zapata, am 20. August 1983 bei China Dismantled Vessels Trading Corporation in Kaohsiung zum Abwracken eingetroffen |           |
| Brasilia                            | 1057        | 5050608     | 9. Dezember 1960   | 1968 verlängert, am 11. April 1969 bei Noord Hinder Kollision mit dem spanischen Frachter Alfonso Tercero, der schnell sinkt, am 16. Oktober 1976 auf der Ausreise von Stockholm bei Aspholmen aufgelaufen und später abgebracht, 1983 Bra, am 8. März 1984 in Shanghai zum Abbruch eingetroffen |           |
| Bahia Blanca                        | 1081        | 5426314     | 20. April 1964     | 1968 verlängert, 1984 Bahia, 1985 Chimera, ab Oktober 1985 in Chittagong verschrottet |           |
| Daten: Lloyd’s Register of Shipping |             |             |                    | |           |